# Trocherateina necysia
Trocherateina necysia là một loài bướm đêm trong họ Geometridae.